# Joey (série télévisée)
Pour les articles homonymes, voir Joey.
Joey est une série télévisée américaine en 46 épisodes de 22 minutes, créée par Scott Silveri et Shana Goldberg-Meehan dont 38 épisodes ont été diffusés entre le 9 septembre 2004 et le 7 mars 2006 sur le réseau NBC. Cette série est dérivée de la série Friends, Matt LeBlanc reprenant son personnage de Joey Tribbiani.
En France, la série a été diffusée à partir du 11 avril 2005 sur TPS Star (saison 1), du 27 février 2006 sur France 2, du 10 juin 2006 sur TPS Ciné Family (saison 2) et du 4 juillet 2009 sur France 4.

## Synopsis
Joey Tribbiani, un des personnages principaux de la série Friends, déménage à Los Angeles. Il y retrouve sa sœur Gina et son neveu Michael qui l'aident à s'adapter à cette nouvelle vie.
Joey quitte New York pour Hollywood dans le but de faire monter d'un cran sa carrière d'acteur. Il tourne aussi la page du temps où ses amis étaient sa famille et ouvre un nouveau chapitre de sa vie dans lequel il va avoir la chance de faire de sa famille ses amis. Après avoir retrouvé sa sœur Gina (Drea de Matteo, Les Soprano), toujours sur les nerfs, Joey emménage avec Michael (Paulo Costanzo, Road Trip), son génie de neveu âgé de 20 ans, qui est littéralement et bizarrement très doué en sciences. Cependant, la culture dont Joey manque, il la complète en côtoyant des gens cultivés - ce qui fait de lui le meilleur ami que son neveu puisse avoir. Andrea Anders (Et l'homme créa la femme) fait également partie de la distribution en tant que séduisante voisine de Joey.

## Distribution

### Personnages principaux
- Matt LeBlanc (VF : Olivier Jankovic) : Joey Tribbiani.

- Drea de Matteo (VF : Anne Rondeleux) : Gina Tribbiani. Gina est l'une des 7 sœurs de Joey. Elle a un fils de 20 ans, Michael, qu'elle couve énormément. Elle a eu ce fils alors qu'elle avait 16 ans. C'est elle qui a accueilli Joey à Los Angeles et qui lui a trouvé un appartement lorsqu'il a débarqué de New York. Elle est coiffeuse. Elle et Joey sont très proches et se ressemblent sur certains points, surtout en ce qui concerne la drague.

- Paulo Costanzo (VF : Pascal Grull) : Michael Tribbiani. Michael est le neveu de Joey et le fils de Gina. Il a 20 ans et c'est un jeune adolescent très mal à l'aise avec les jolies filles (tout le contraire de Joey). Passionné des sciences, il est très intelligent ce qui lui a permis d'intégrer une université (Caltech). Il s'installe avec son oncle à son arrivée à Los Angeles pour avoir son indépendance, ce qu'il n'arrive pas avoir avec sa mère qui le couve comme s'il était encore un enfant.

- Andrea Anders (VF : Véronique Picciotto) : Alex Garrett. Alex est la nouvelle voisine de Joey à Los Angeles. Cette jeune avocate (de société) mariée depuis plusieurs années est séduisante et très attachante. Malgré le fait qu'elle ne soit pas le genre de fille avec qui Joey sort habituellement, on sent qu'il pourrait se passer quelque chose entre eux.

- Jennifer Coolidge (VF : Hélène Chanson) : Bobbie Morgenstern. Bobbie est la nouvel agent de Joey à Los Angeles. Elle est très réputée dans le métier. Elle a trouvé un énorme rôle pour Joey, mais ce dernier refuse le rôle, ce qu'il regrettera par la suite en voyant la série cartonner à la télé. Par la suite, Bobbie n'obtient pour Joey que des petits rôles. Cependant, elle continue à chercher le rôle qui ouvrira à son client les portes des plus grands studios d'Hollywood. Même si elle prétend le contraire devant Gina, elle a craqué sur Michael à l'instant où elle a posé les yeux sur lui.

- Miguel A. Núñez Jr. (VF : Greg Germain) : Zach[2]. C'est le nouveau meilleur ami de Joey, dans la saison 2.

### Personnages secondaires
- Adam Goldberg (VF : Luc Boulad) : Jimmy Costa (ex-meilleur ami de Joey, père de Michael Tribbiani)
- Ben Falcone : Howard (voisin, ami et fan de Joey)
- Simon Helberg : Seth (ami de Michael)

### Invités
- Peter Stormare : Viktor dans l'épisode 7 Saison 1
- Kelly Preston : Donna Di Gregorio dans les épisodes 8 et 9 Saison 1
- Lucy Liu : Lorène[3] dans les épisodes 12, 13 et 14 de la Saison 1
- Brent Spiner : Lui-même dans l'épisode 14 Saison 1
- Jay Leno : Lui-même dans l'épisode 16 de la Saison 1
- Christina Ricci : Mary Teresa[4], une des sœurs de Joey dans l'épisode 19 Saison 1
- Mädchen Amick : Sara dans les épisodes 20, 21, 22, 23 et 24 Saison 1
- Carmen Electra : Elle-même dans l'épisode 22 Saison 1 et dans l'épisode 15 Saison 2
- Jenna Dewan : Tanya dans l'épisode 23 Saison 1
- Kevin Smith : Lui-même dans l'épisode 2 Saison:2
- John Larroquette : Benjamin Lockwood[5] dans les épisodes 3 et 6 Saison 2
- Betty White (VF : Régine Blaëss) : Mrs Bly, la propriétaire de la future maison de Joey dans l'épisode 5 Saison 2
- Cindy Margolis : Elle-même dans l'épisode 7 Saison 2
- Alan Thicke : Lui-même dans l'épisode 7 Saison 2
- Dave Foley : Lui-même dans l'épisode 7 Saison 2
- Phil Gordon : Lui-même dans l'épisode 7 Saison 2
- Louie Anderson : Lui-même dans l'épisode 7 Saison 2
- Coolio : Lui-même dans l'épisode 7 Saison 2
- Ellen DeGeneres : Elle-même dans l'épisode 8 Saison 2
- George Hamilton : Lui-même dans l'épisode 10 Saison 2
- Masi Oka : Arthur dans l'épisode 17 Saison 2
- James Lipton : Lui-même dans l'épisode 20 Saison 2

 Source et légende : version française (VF) sur RS Doublage

## Épisodes

### Première saison (2004-2005)
1. La Vie hollywoodienne (Pilot)
2. L'Élève (Joey and the Student)
3. La Fête (Joey and the Party)
4. Le Club de lecture (Joey and the Book Club)
5. La Malédiction de la doublure (Joey and the Perfect Storm)
6. Le Faux Frère (Joey and the Nemesis)
7. Le Mari (Joey and the Husband)
8. La Fille de ses rêves - 1re partie (Joey and the Dream Girl - Part 1)
9. La Fille de ses rêves - 2e partie (Joey and the Dream Girl - Part 2)
10. L'Audition (Joey and the Big Audition)
11. La Virée à Las Vegas (Joey and the Road Trip)
12. Le Rebondissement (Joey and the Plot Twist)
13. Le Concours de lasagnes (Joey and the Taste Test)
14. La Première (Joey and the Premiere)
15. L'Assistant (Joey and the Assistant)
16. Le Tonight Show (Joey and the Tonight Show)
17. Saint-Valentin (Joey and the Valentine's Date)
18. Le Nom imprononçable (Joey and the Wrong Name)
19. La Croqueuse de diamants (Joey and the Fancy Sister)
20. La Voisine (Joey and the Neighbour)
21. L'Espionne (Joey and the Spying)
22. La Tentation (Joey and the Temptation)
23. La Rupture (Joey and the Breakup)
24. L'Emménagement (Joey and the Moving In)

### Deuxième saison (2005-2006)
1. La Soirée romantique - 1re partie (Joey and the Big Break - Part 1)
2. La Soirée romantique - 2e partie (Joey and the Big Break - Part 2)
3. La Fessée (Joey and the Spanking)
4. Le Cascadeur (Joey and the Stuntman)
5. La Maison (Joey and the House)
6. Le Cours pour débutants (Joey and the ESL)
7. Le Poker texan (Joey and The Poker)
8. La Cassette (Joey and the Sex Tape)
9. La Comédie musicale (Joey and The Musical)
10. Le Thanksgiving des célibataires (Joey and the Bachelor Thanksgiving)
11. Le Copain de lycée (Joey and the High School Friend)
12. La Folle Nuit à Tijuana (Joey and the Tijuana Trip)
13. Le Réveillon de Noël (Joey and the Christmas Party)
14. La Bataille de purée (Joey and the Snowball Fight)
15. Le Père (Joey and the Dad)
16. La Déclaration (Joey and the Party for Alex)
17. Le Grand Déménagement (Joey and the Big Move)
18. L'Escorte (Joey and the Beard)
19. La Critique (Joey and the Critic)
20. L'Actor's Studio (Joey and the Actor's Studio)
21. Les Moments intimes (Joey and the Holding Hands)
22. Le Mariage (Joey and the Wedding)

## Distinctions

### Récompenses
- People's Choice Awards 2005 : Meilleure nouvelle série de comédie

### Nominations
- Golden Globe Award 2005 : Meilleur acteur dans une série de comédie ou musicale pour Matt LeBlanc
- Teen Choice Awards 2005 : Meilleur acteur dans une série de comédie pour Matt LeBlanc

## Commentaires
- Joey est une série dérivée de Friends qui s'est achevée en 2004. Joey a d'ailleurs amené sa peluche nommée Hugsy qu'il avait déjà dans Friends.

- Matt LeBlanc continue donc l'aventure Friends en conservant son rôle de Joey Tribbiani dans cette nouvelle série diffusée sur la chaîne NBC en lieu et place de Friends la saison précédente.

- David Schwimmer, l'interprète de Ross Geller dans la série Friends, a réalisé l'épisode 5 de la saison 1

- À cause d'une trop mauvaise audience, la chaîne NBC a décidé début mars 2006 de mettre Joey au placard pour une durée indéterminée après seulement un nouvel épisode[7] (la série avait déjà été suspendue en décembre). Le dernier épisode diffusé par le réseau est le 2.14 (Joey and the Snowball Fight). NBC a officiellement annulé la série en mai 2006 alors qu'elle a dévoilé sa grille des programmes pour la saison suivante.

- Même si NBC a stoppé la diffusion de la deuxième saison, d'autres pays, comme l'Irlande et la Norvège ont continué de diffuser la série et ont ainsi montré des épisodes totalement inédits, car jamais diffusés sur le réseau NBC.

- Adam Goldberg (Jimmy Costa) a fait une apparition dans Friends (en 1995, Épisodes 2.17 à 2.19) dans le rôle d'Eddie Minowick, colocataire déjanté de Chandler lorsque Joey choisit d'habiter dans son propre appartement.

- À noter aussi qu'il y a pas mal d'allusions au catch : l'acteur préféré de Joey est The Rock. De plus dans l'épisode 8 de la saison 2, l'entrée que Joey aimerait faire lors de sa prochaine émission est celle de Hulk Hogan.